# Дамян Данчев
Проф. Дамян Кънев Данчев е бележит български университетски преподавател и учен.

## Биография
Роден е на 8 август 1921 г. в с. Белиш, Ловешки окръг. Средното си образование завършва в град Троян, а висшето по химия – в Софийския университет „Св. Климент Охридски“ през 1944 г.
Една година е бил гимназиален учител по химия в гр. Троян. През ноември 1945 г. Д. Данчев става асистент по фармацевтична химия при доц. Димитър Далев в Катедрата по фармацевтична химия за специалността фармация към Природо-математическия факултет на Софийския университет.
Когато през 1951 г. се създава Фармацевтическият факултет на Медицинската академия в София, Катедрата по фармацевтична химия с ръководител доц. Димитър Далев поема и обучението по органична химия, а Дамян Данчев става първия асистент по тази дисциплина. През 1962 г. Дамян Данчев е повишен в главен асистент и още от 1964 г. започва да чете модерен курс по органична химия. През 1965 г. се хабилитира за доцент, а през 1966 г. е избран за ръководител на общата Катедра по фармацевтична и органична химия. През есента на същата година с тържествена научна сесия и с гости от чужбина се открива обновената сграда на факултета на ул. Дунав 2. За нейното съграждане, за създаването на модерни лаборатории за учебна и научна дейност, както и за кадровото развитие на катедрата и факултета основни заслуги има проф. Данчев, който през 1969 г. става декан. През 1975 г. той е хабилитиран за професор по органична химия. От 1969 до 1982 г. в ръководената от него катедра се водят занятия по четири основни дисциплини: органична химия, фармацевтична химия, фармацевтичен анализ и химикофармацевтична технология. През февруари 1982 г. се обособява отделна Катедра по органична химия с четения по органична химия и по химико-фармацевтична технология, чийто ръководител до пенсионирането му на 1.09.1986 г. е проф. Д. Данчев. Бил е на специализации в Москва (1960–1961, 1968 г.) и в Лондон (1973 г.).
Умира неочаквано на 9 август 1995 г. в София.

## Преподавателска и научна дейност
Проф. Дамян Данчев чете лекции на повече от 25 випуска студенти по фармация. През 1971 г. излиза от печат първото издание на учебника му по органична химия за фармацевти, където за разлика от много други учебници, разделът по хетероциклена химия е подробно разработен поради голямата застъпеност на хетероциклените съединения във фармацията. През 1977 г. излиза второто преработено издание на учебника, в който разделът по химия на функционалните групи е осъвременен, включени са редица теоретични представи и механизми на органичните реакции. За онова време това е един модерен български учебник по органична химия. Студентите по фармация ползват този учебник. Към края на своя творчески път проф. Данчев написва нов учебник по органична химия, но той не е отпечатан.
Проф. Данчев усърдно работи с асистентите си за онагледяване на учебния процес, въвежда системата за частично освобождаване от изпит по органична химия, а по време на изпитите създава спокойна творческа атмосфера. Той е убеден, че на изпита студентът трябва да научава още нещо от своите преподаватели.
Като ръководител на катедрата проф. Данчев превръща обсъжданията на учебната работа по отделните дисциплини в постоянна практика. На катедрените съвети често са канени представители на студентите. Като ръководител на катедрата той е пример за справедливост и добри колегиални взаимоотношения. По негово време в катедрата има много дипломанти, той ръководи и студентския научен кръжок. Редовно се обсъжда научната тематика на катедрата, текущите постижения и проблеми. На редица научни сесии, конгреси по фармация, колегиуми и др. проф. Данчев изнася встъпителни и пленарни доклади за основните постижения и тенденции в синтеза и изследването на биологичноактивните вещества, в които разглежда основните направления в катедрата по създаването на нови синтетични фармакологичноактивни вещества за профилактика и лечение на сърдечносъдови, нервно-психични, вирусни и други заболявания. В катедрата се работи целенасочен синтез на производни на 2-амино-3-хидрокси-1,2,3,4-тетрахидронафталена, 1,4-бензодиоксани, диоксопиримидини и циклични полиметиленкарбамиди, други азот-съдържащи хетероциклени съединения, етерни производни на 3-амино-1,2-пропандиола, на карбаминовата и въглеродната киселина, химични отнасяния и приложение на енаминоестери и др. След 1961 г. Д. Данчев работи върху синтеза на 1,3-полиметиленпурини (дисертационна тема) чрез кондензация на циклични карбамиди с цианоцетна киселина и следване отчасти синтеза на Траубе. Необходимите за синтеза изходни полиметиленкарбамиди получава от циклични кетони (Beringer, Meier). Синтезирани са 2,6-диоксо-1,3-полиметиленпурини с 8-, 9- и 11-полиметиленова верига. В разширение на темата са проведени допълнителни изследвания със синтезираните от Д. Данчев циклични карбамиди: азометинови производни; ацилни производни на N,N'-полиметиленкарбамиди; ИЧ-спектрални отнасяния на N,N'-полиметиленкарбамиди.

## Трудове
Проф. Данчев е автор на повече от 100 научни труда в областта на синтеза на биологичноактивни вещества, някои от които са публикувани в международно известни специализирани списания като Chemische Berichte, Liebigs Annalen der Chemie, Synthesis, Archiv der Pharmazie (Weinheim) и др. Научните му постижения са в основата на неговия авторитет на изтъкнат изследовател и ерудиран учен. Много от преподавателите в катедрата са негови ученици. Той е ръководител на многобройни дипломни работи и на шест докторски дисертации.

## Обществена дейност
С демократичния си стил на ръководство проф. Данчев допринася съществено за разширяването и усъвременяването на учебната и научноизследователската дейност във Фармацевтичния факултет.
Проф. Данчев заема редица отговорни длъжности:
- Декан на Фармацевтичния факултет (1969-1972 и 1978-1980 г.);
- Заместник-ректор на ВМИ–София (1981-1982 г.);
- Член на Научната комисия за химически науки на ВАК (1974 г.);
- Експерт в състава на Висшия медицински съвет (1976 г.);
- Председател на комисията по направление „Природни и синтетични биологичноактивни вещества“;
- Председател на Специализирания научен съвет по фармация (СНСФ) при ВАК;
- Главен редактор на сп. Фармация;
- Член на Координационния съвет по експериментална химиотерапия на рака;
- Член на Комисията за лекарствени средства при Министерството на здравеопазването.